# Philip Hellquist
Philip Hellquist, född 21 maj 1991 i Stockholm, är en svensk fotbollsspelare (mittfältare).

## Klubbkarriär
Hellquist flyttades upp från Djurgårdens tipselitlag och debuterade i A-laget i Svenska cupen i maj 2008 och har där spelat två matcher samt gjort ett mål. Gjorde allsvensk debut som 17-åring (17 år och drygt en månad gammal) den 2 juli 2008 i en hemmamatch för Djurgården mot IF Elfsborg med ett inhopp med knappt 10 minuter kvar. Hellquist är, tillsammans med Patrick Amoah en av Djurgårdens yngsta allsvenska debutanter genom åren. Under de två första säsongerna med Djurgården i Allsvenskan blev det 19 matcher varav 6 stycken från start. Inför säsongen 2010 förlängdes DIF-kontraktet, som skulle ha löpt ut sommaren 2010, till och med säsongen 2012.
Philp Hellquist gjorde sitt första allsvenska mål den 7 april 2010 borta emot IFK Göteborg på Gamla Ullevi i en match som slutade 1–1. Den 25 juli 2010 gjorde Hellqvist sitt andra allsvenska mål i bortamatchen mot Kalmar FF som slutade 1–0. Den 1 maj 2011, i förlustmatchen borta mot Trelleborg (2–3), blev Hellquist för första gången 2-målsskytt i ett allsvenskt sammanhang.
Säsongen 2013 lånades Hellquist ut till Assyriska FF som då spelade i Superettan. Under försäsongen 2014 var Hellquist tillbaks i Djurgården.
I januari 2015 värvades Hellquist av österrikiska Wiener Neustadt, som han skrev på ett 1,5-årskontrakt för. Den 14 februari 2015 debuterade Hellquist i en 0–2-förlust mot Red Bull Salzburg. Den 21 februari 2015 gjorde han sina två första mål för klubben i en 3–3-match mot Sturm Graz.
Den 9 augusti 2017 skrev Hellquist på för allsvenska Kalmar FF, kontraktet skrevs säsongen ut. I februari 2018 skrev han på för den grekiska klubben PAS Giannina.
Den 10 juni 2018 skrev Hellquist på ett kontrakt som sträckte sig över två säsonger med IF Brommapojkarna. I januari 2019 skrev han på ett nytt tvåårskontrakt med Brommapojkarna. Den 31 januari 2020 värvades Hellquist av sydkoreanska Chungnam Asan.
Den 19 mars 2021 värvades Hellquist av finländska KuPS. I augusti 2021 återvände han till IF Brommapojkarna. Efter säsongen 2022 fick Hellquist inte förlängt kontrakt och lämnade klubben. I januari 2023 värvades Hellquist av Täby FK, där han skrev på ett kontrakt till slutet av säsongen. I november 2023 förlängde Hellquist sitt kontrakt i klubben med ett år.

## Landslagskarriär
Under året 2009 spelade Hellquist även 4 pojklandskamper med Sveriges U19-landslag.

## Seriematcher / mål
Djurgården 2014–
- 2014: –

Assyriska 2013
- 2013: 8 / 0 (varav 1 från start)

Djurgården 2008 – 2012
- totalt 2008–2012: 80 / 8
- 2012: 11 / 1 (varav 4 från start)
- 2011: 26 / 4 (varav 19 från start)
- 2010: 24 / 3 (varav 19 från start)
- 2009: 11 / 0 (varav 4 från start)
- 2008: 8 / 0 (varav 2 från start)